# Hasekura Tsunenaga
En aquest nom japonès, el cognom és Hasekura.
Hasekura Rokuemon Tsunenaga (支倉六右衛門常長, 1571-1622) va ser un samurai japonès que va servir al dàimio de Sendai, Date Masamune. Va dirigir una missió diplomàtica a Nova Espanya i més tard a Europa, entre el 1613 i el 1620, retornant després al Japó. Va ser el primer oficial japonès enviat a Amèrica, i el primer cas registrat de relacions franco-japoneses.
Es coneix poc dels primers anys de la vida de Hasekura Tsunenaga, excepte que va ser un samurai veterà de la invasió japonesa de Corea sota el Taiko Toyotomi Hideyoshi, entre 1592 i 1597.

## Apropament espanyol
Els espanyols van començar els viatges a través de l'Oceà pacífic entre Mèxic (llavors anomenat "Nova Espanya") i la Xina, a través de la seva base territorial a les Filipines, seguint els viatges d'Andrés de Urdaneta al segle xvi. Manila va arribar a ser la seva base definitiva per a la regió asiàtica el 1571.
Els vaixells espanyols naufragaven periòdicament a les costes del Japó degut al mal temps, i arran d'això es van iniciar els contactes amb el país. Els espanyols desitjaven expandir la fe cristiana al Japó, però els portuguesos i els holandesos no volien que els espanyols participessin en el comerç japonès, però tot i així es van trobar amb la forta resistència del jesuïtes, que van començar l'evangelització del país el 1549.
El 1609, el galió espanyol San Francisco va trobar mal temps en la ruta de Manila a Acapulco, i va naufragar a la costa japonesa de Chiba, prop de Tòquio. Els mariners van ser rescatats i benvinguts, i el capità del vaixell, Rodrigo de Vivero y Aberrucia, es va reunir amb Tokugawa Ieyasu.
El 29 de novembre de 1609 es va signar un tractat en què s'autoritzava els espanyols a l'establiment d'una fàbrica a l'est del Japó, podien portar especialistes en mineria de la Nova Espanya, es permetia que els vaixells espanyols visitessin Japó en cas de necessitat, i una missió diplomàtica japonesa s'enviaria a la cort espanyola.

## El projecte de la missió
Un frare franciscà anomenat Luis Sotelo que realitzava conversions religioses a l'àrea de Tòquio, va convèncer el Shogun per tal que l'enviés com a ambaixador a Nova Espanya (Mèxic). El 1610 va navegar cap a Nova Espanya amb els mariners espanyols del San Francisco i 22 japonesos, a bord del San Buena Ventura, un vaixell construït per l'aventurer anglès William Adams per al Shogun. Un cop van arribar a Nova Espanya, Luis Sotelo es va trobar amb el virrei Luis de Velazco, que va acceptar enviar un ambaixador al Japó en la persona del famós explorador Sebastián Vizcaíno, amb la missió afegida d'explorar les "illes de l'or i la plata", que hom creia que existien a l'est de les illes japoneses.

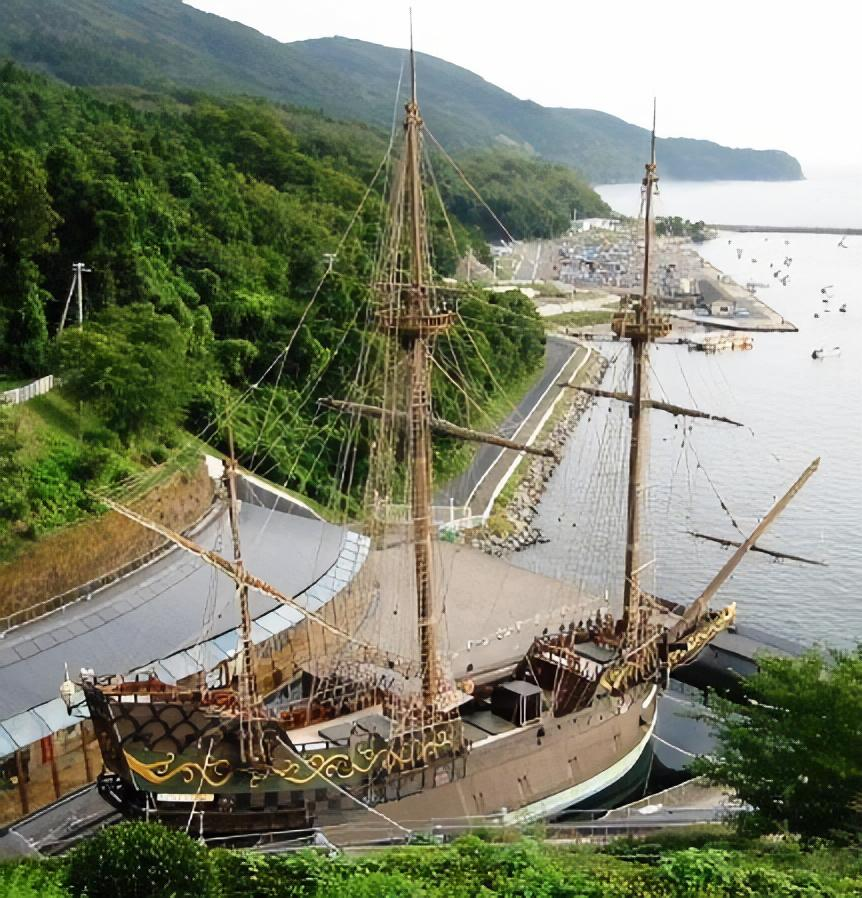
Una rèplica del galió San Juan Bautista, construït pels japonesos, a Ishinomaki, Japó.

Vizcaíno va arribar al Japó el 1611, i va tenir moltes trobades amb el Shogun i els senyors feudals. Aquests encontres van quedar entelats pel poc respecte que va mostrar amb els costums japonesos, la resistència creixent dels japonesos cap al proselitisme catòlic, i les intrigues dels holandesos contra les ambicions espanyoles. Finalment, Vizcaíno va partir a la recerca de l'"illa de la plata", però va trobar mal temps i es va veure forçat a tornar al Japó amb molts danys.
El Shogun va decidir construir un galió al Japó per tal de portar Vizcaíno de retorn a Nova Espanya, juntament amb una missió japonesa.
El Daimyō de Sendai, Date Masamune, va ser l'encarregat del projecte. Va cridar un dels seus servidors, Hasekura Tsunenaga, per liderar la missió. El galió, anomenat Date Maru pels japonesos i després San Juan Bautista pels espanyols, es va construir en 45 dies, comptant amb la participació d'experts tècnics de Bakufu, 800 constructors navals, 700 ferrers i 3.000 fusters.

## El viatge pel Pacífic
Un cop acabat, el vaixell va partir el 28 d'octubre de 1613 amb rumb a Acapulco, Nova Espanya, amb unes 180 persones a bord, incloent 10 samurais del Shogun (enviats pel ministre de la Marina Mukai Shogen), 12 samurais de Sendai, 120 comerciants, mariners i servents japonesos, i uns 40 espanyols i portuguesos.
El vaixell va arribar a Acapulco el 25 de gener de 1614, després de tres mesos a l'oceà, i va ser rebut amb gran cerimònia. La missió fonamental de la delegació diplomàtica japonesa era anar a Europa, però van passar un temps a Nova Espanya, i després van anar a Veracruz per embarcar-se en la flota d'Antonio de Oquendo. La flota va partir cap a Europa a bord del San Jose el 10 de juny. Hasekura va deixar la major part del grup japonès a Acapulco, esperant el retorn de la missió diplomàtica.

## Missió a Europa

### Espanya

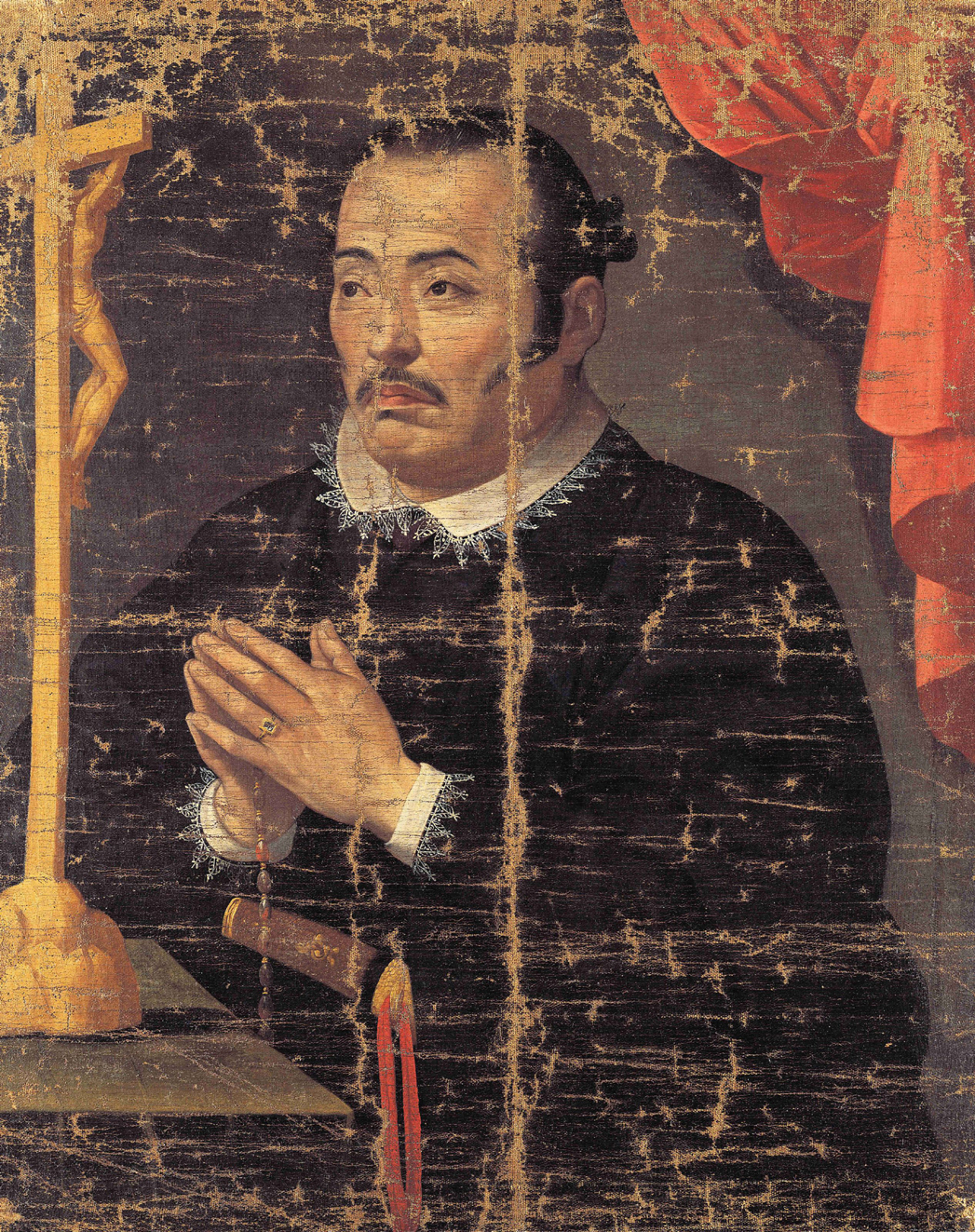
Hasekura resant, després de la seva conversió a Madrid el 1615.

La flota va arribar a Sanlúcar de Barrameda el 5 d'octubre de 1614. 
La missió japonesa es va trobar amb el rei Felip III de Castella a Madrid el 30 de gener de 1615. Hasekura va entregar al rei una carta de Date Masamune, així com una oferta de tractat. El rei va respondre que faria el que pogués per complaure aquestes peticions.
El capellà personal del rei va batejar Hasekura el 17 de febrer, reanomenant-lo Felipe Francisco Hasekura.

### França

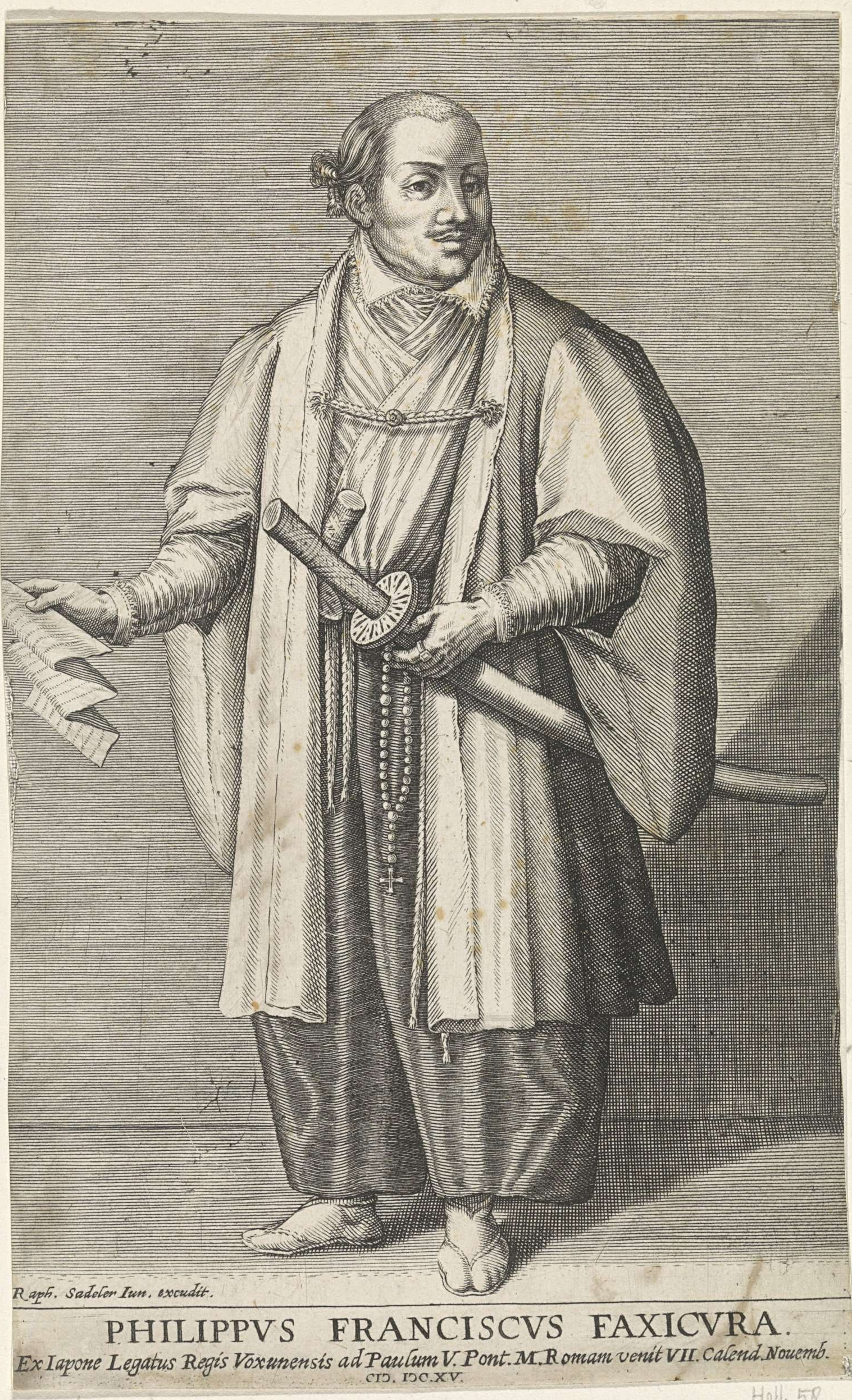
Descripció de la visita de Hasekura en un llibre europeu del.

Després de viatjar a través d'Espanya, la missió va navegar pel Mediterrani a bord de tres fragates espanyoles rumb a Itàlia. Degut al mal temps, van haver de passar uns dies al port francès de Saint Tropez, on van ser rebuts per la noblesa local, i van causar una gran sensació al poble.
La visita de la missió japonesa està registrada a les cròniques de la ciutat com "Philip Francis Faxicura, Ambaixador al Papa, de Date Masamunni, rei de Woxu al Japó".
Han quedat registrats molts detalls pintorescos d'aquella visita:
"Mai toquen el menjar amb els dits, sinó que fan servir uns petits bastonets que aguanten amb tres dits".
"Es bufen el nas en papers de seda suaus de la mida d'una mà, que mai fan servir dues vegades, perquè els llancen a terra després de fer-los servir, i es posaven contents en veure la nostra gent al voltant precipitant-se a recollir-los".
"Les seves espases tallen tan bé que poden tallar un paper suau només posant-los al fil de l'espasa i bufant al damunt".
("Relacions de Mme de St Troppez", Octubre 1615, Bibliotheque Inguimbertine, Carpentras ).
La visita de Hasekura Tsunenaga a St Troppez el 1615 va suposar el primer contacte registrat entre França i Japó.

### Itàlia

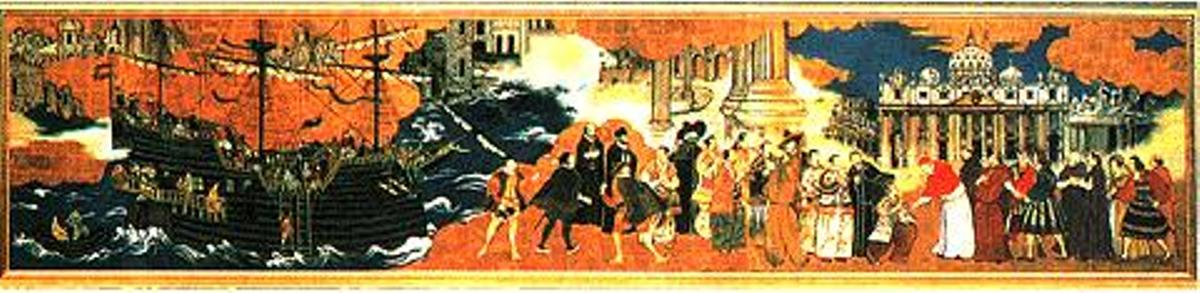
La missió de Hasekura davant del Papa a Roma el 1615. Pintura japonesa,.

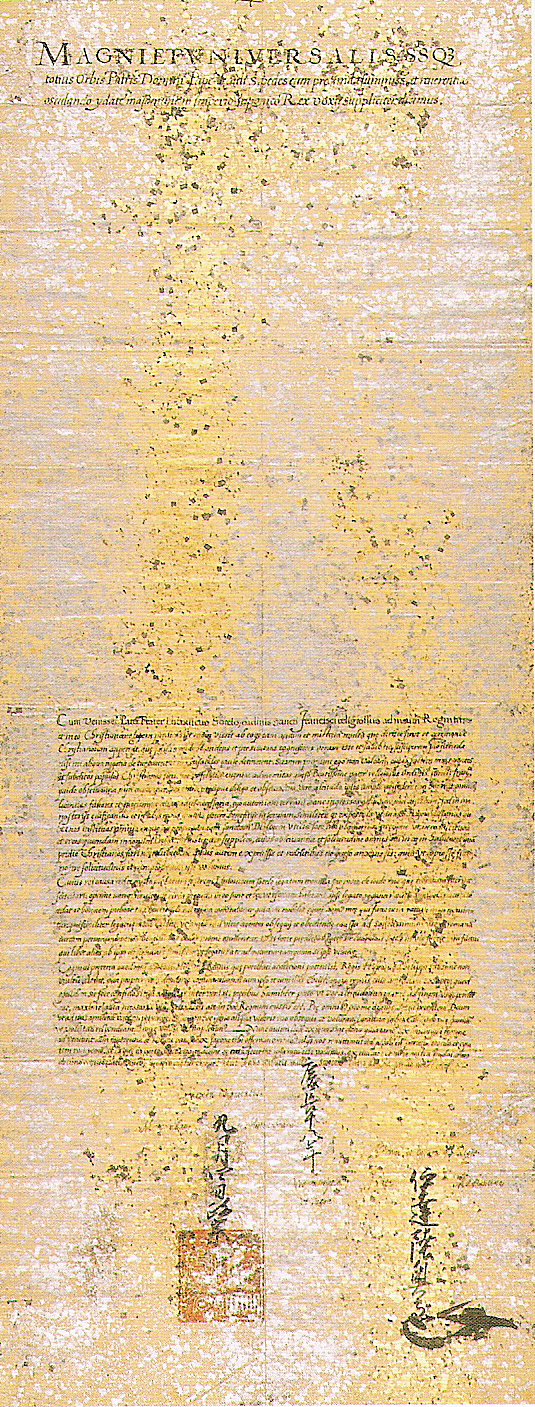
Letter of Date Masamune to the Pope, in Latin. 1613.

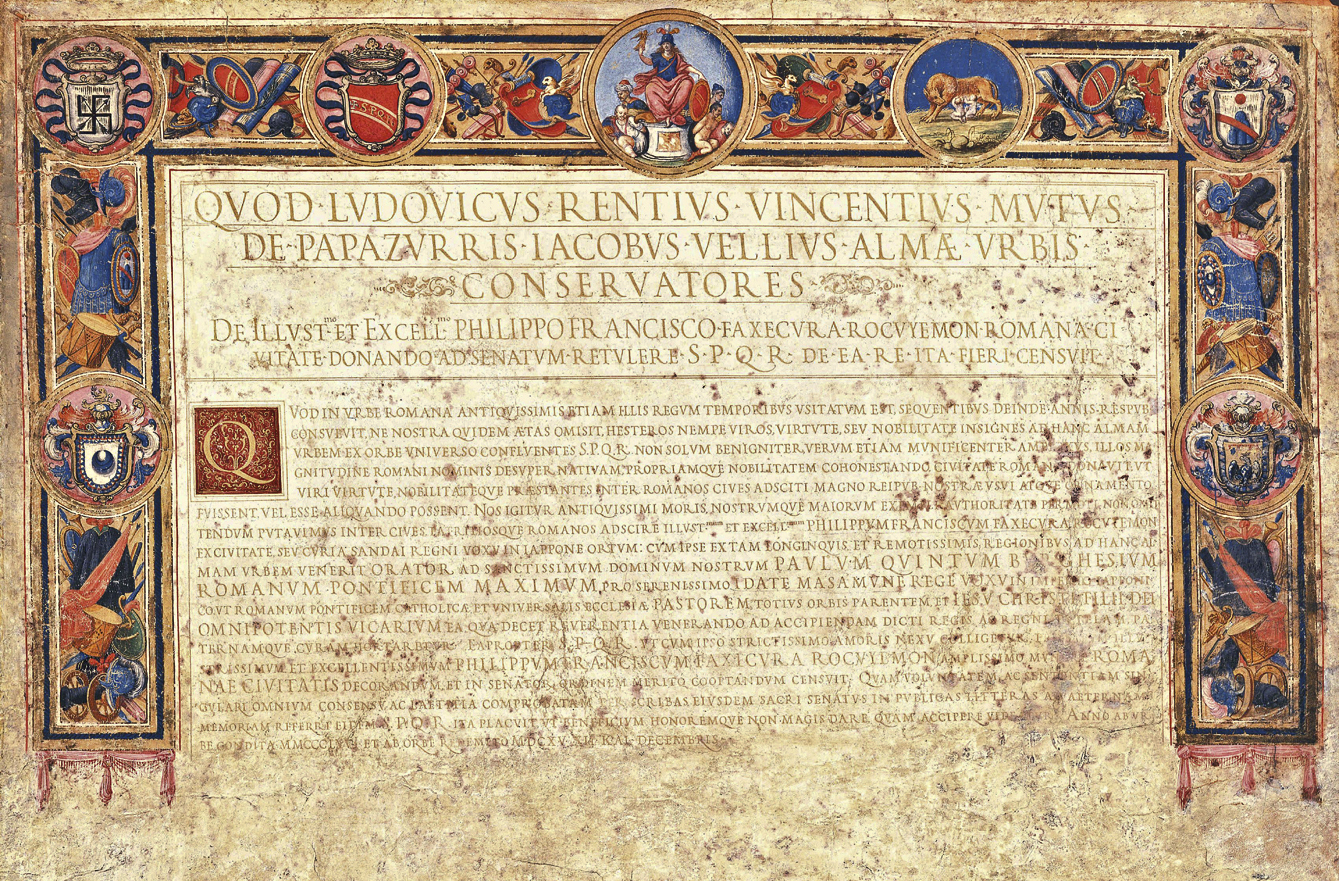
Títol de ciutadania romana dedicat a "Hasekura Rokuemon".

La missió japonesa va anar cap a Itàlia on havia de trobar-se amb el Papa Pau V a Roma, el novembre de 1615. Hasekura va enviar una atractiva carta al Papa, que contenia una petició per establir un tractat comercial entre el Japó i Nova Espanya, i l'enviament de missioners cristians al Japó.
El Papa va estar d'acord a enviar-hi missioners, però va deixar la decisió sobre el comerç al Rei d'Espanya. El Papa va escriure una carta a Date Masamune, una còpia de la qual encara es pot veure al Vaticà.
El Senat romà també va donar el títol honorífic de ciutadà romà a Hasekura, en un document que va emportar-se al Japó, i que encara es guarda a Sendai.
L'escriptor italià Scipione Amati, que va acompanyar la missió el 1615 i el 1616, va publicar un llibre a Roma titulat "Història del regne de Voxu".
El 1616, l'editor francès Abraham Savgrain va publicar un relat de la visita de Hasekura a Roma: "Récit de l'entrée solemnelle et remarquable faite à Rome, par Dom Philippe Francois Faxicura" ("Relat de la solemne i remarcable entrada a Roma de Dom Philippe Francois Faxicura").

### Segona visita a Espanya

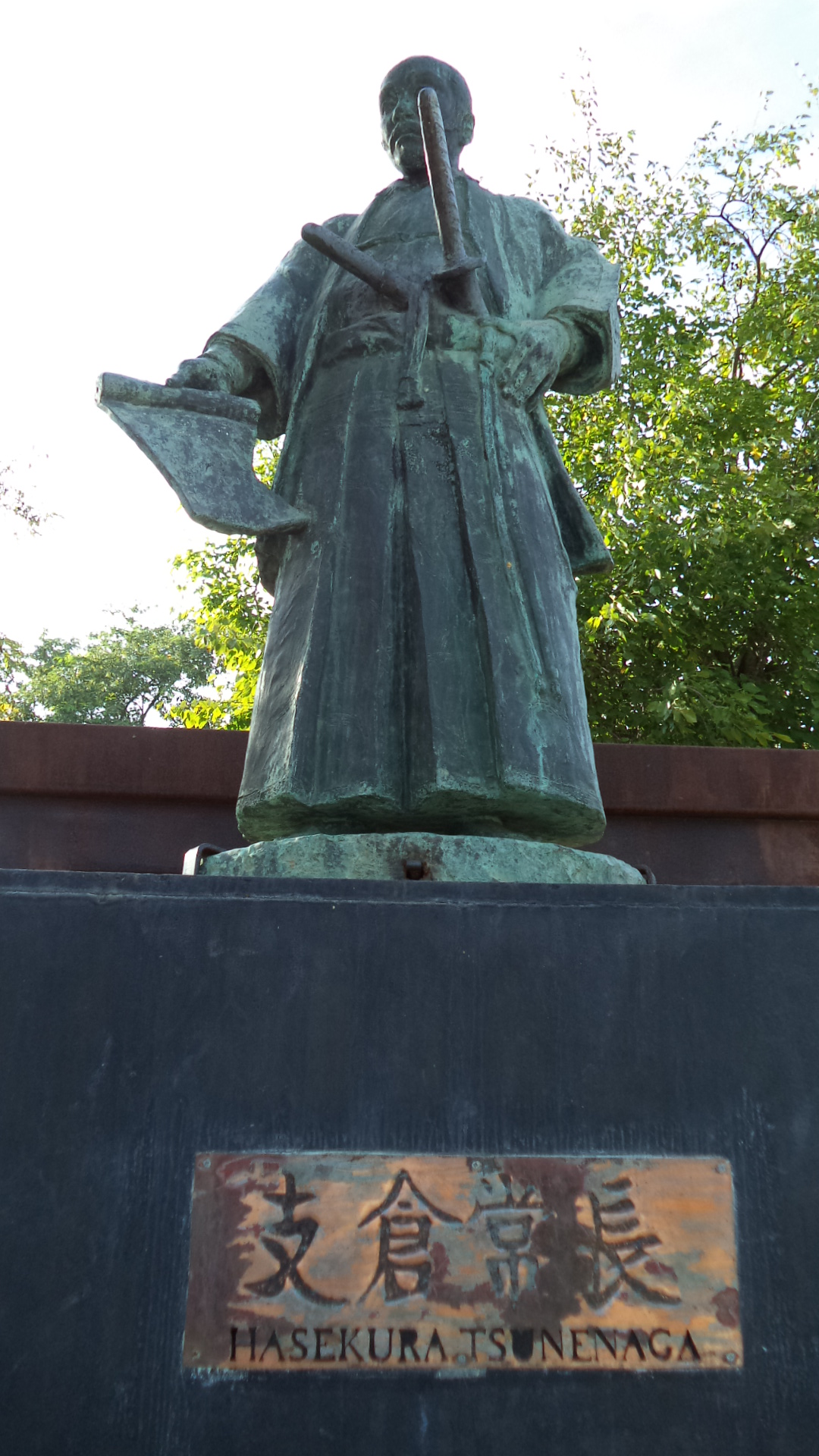
Monument a Hasekura Tsunenaga a Coria del Río

Per segona vegada a Espanya, Hasekura va trobar-se novament amb el Rei, que va declinar a signar l'acord comercial, argumentant que la missió japonesa ja no semblava ser una missió oficial del governant japonès Tokugawa Ieyasu, qui, en canvi, havia promulgat un edicte el gener de 1614 ordenant l'expulsió de tots els missioners del Japó, i va començar la persecució de la fe cristiana al Japó.
La missió va partir de Sevilla cap a Nova Espanya el juny de 1617 després d'haver passat un període de dos anys a Europa, però alguns japonesos es van quedar a Espanya, en un poble proper a Sevilla, Coria del Río, on els seus descendents encara avui conserven el cognom Japón.

## Retorn al Japó

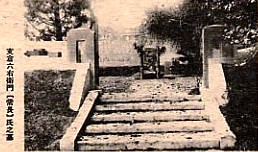
La tomba de Hasekura Tsunenaga, encara visible avui a Enfukuji, Enchōzan, Miyagi.

A l'abril de 1618 el San Juan Bautista va arribar a les Filipines des de Nova Espanya, amb Hasekura i Luis Sotelo a bord. El govern espanyol va adquirir el vaixell allí, amb l'objectiu de construir defenses contra els holandesos. Hasekura va tornar al Japó l'agost de 1620 després de gairebé set anys de viatge.
Durant el temps que Hasekura havia estat fora, el Japó havia canviat dràsticament: des de 1614 s'havia fet un esforç per erradicar el Cristianisme, i el Japó estava anant cap al període "Sakoku" d'aïllament.
Al final, sembla que la missió va tenir poc resultat, tot i que el relat dels viatgers sobre el poder espanyol i els seus mètodes colonials podrien haver precipitat la decisió del Shogun Tokugawa Hidetada de trencar les relacions comercials amb Espanya el 1623, i les relacions diplomàtiques el 1624.
No se sap que li va passar a Hasekura, però els relats sobre els seus últims anys són nombrosos. Alguns diuen que va abandonar el cristianisme voluntàriament, altres que va ser martiritzat per la seva fe, i altres que va practicar el cristianisme en secret. Va morir el 1622, i la seva tomba encara es pot visitar al temple budista d'Enfukuji (en japonès: 円長山円福寺) a Miyagi.